# The Simpsons 20th Anniversary Special - In 3-D! On Ice!
The Simpsons 20th Anniversary Special - In 3-D! On Ice! è un documentario del 2010 diretto e cosceneggiato da Morgan Spurlock. Lo special esamina il fenomeno culturale della sitcom animata statunitense I Simpson. È stato trasmesso il 10 gennaio 2010 dall'emittente televisiva statunitense Fox. In Italia è inedito.

## Contenuti
Il film analizza il fenomeno culturale de I Simpson e include interviste sia con il cast che con il fandom della serie. Morgan Spurlock ha affermato che, a dispetto del titolo, il film «molto probabilmente non sarà né in 3-D, né su ghiaccio».

## Produzione

### Antefatti

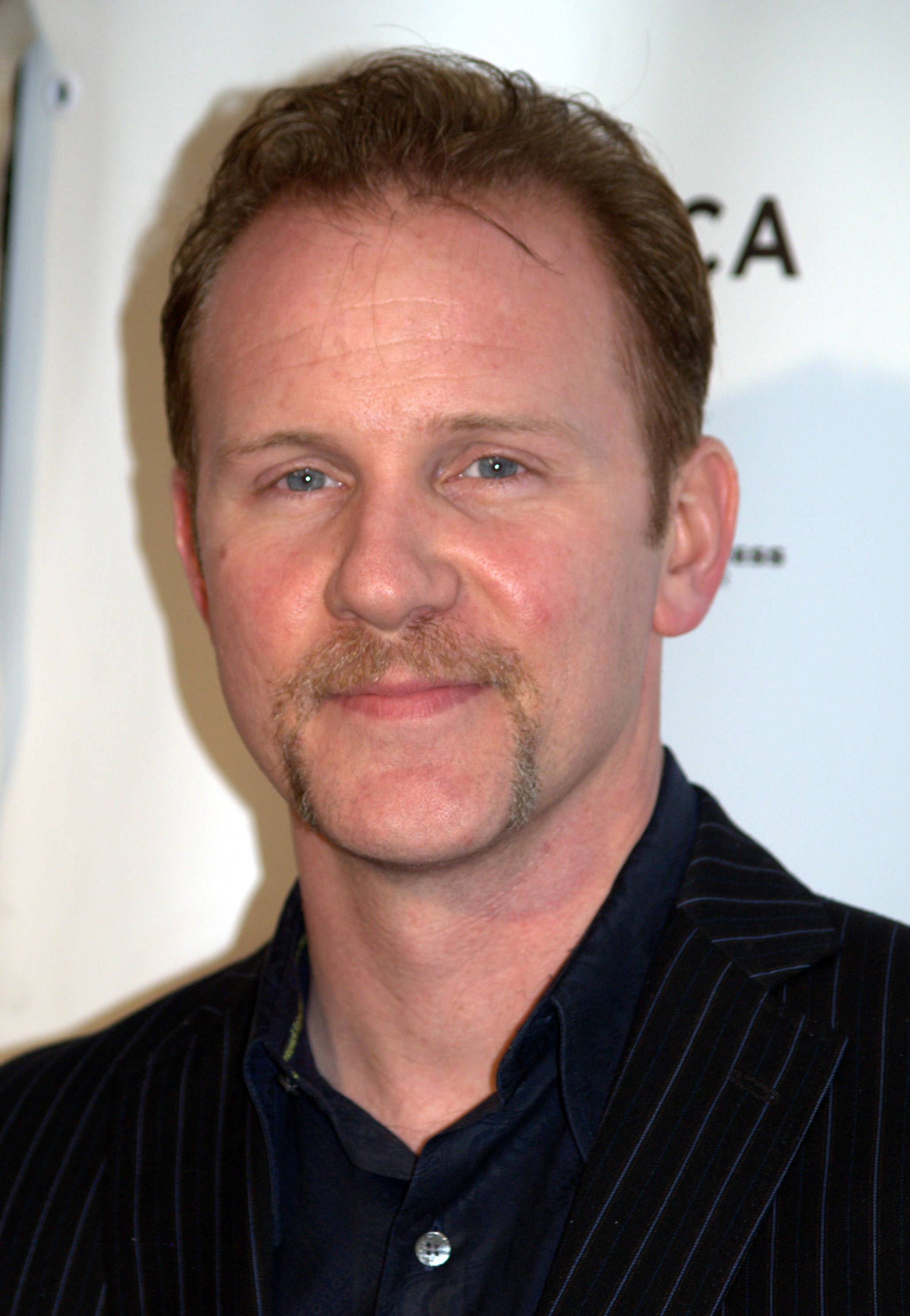
Il regista Morgan Spurlock è un fan de I Simpson dai tempi del college

Nel 2009, per celebrare il 20º anniversario della première de I Simpson, l'emittente Fox ha annunciato che una celebrazione della serie della durata di un anno, intitolata "Best. 20 Years. Ever.", si sarebbe protratta dal 14 gennaio 2009 al 14 gennaio 2010.
A Morgan Spurlock, noto per i documentari che ha realizzato, tra cui Super Size Me, candidato all'Oscar al miglior documentario, e fan de I Simpson sin dai tempi del college, venne chiesto, nel febbraio del 2008, di dirigere lo special. I produttori de I Simpson erano stati impressionati positivamente dalla sequenza animata del film di Spurlock Che fine ha fatto Osama Bin Laden? del 2008 e decisero di offrire a lui la regia del documentario.
Spurlock ha accettato immediatamente l'offerta, descrivendo l'opportunità come «la cosa più bella che avrei potuto mai fare nella mia carriera». Lo special è stato in seguito annunciato nel luglio del 2009. I produttori hanno speso diversi mesi per decidere il contenuto e la forma da dare al film.
Spurlock ritiene che «il motivo per cui [i produttori] chiamarono [lui] per cominciare era di non produrre uno special ostentatamente caloroso, da pacca sulle spalle per tutti, ecco perché realizzarlo in mezzo alla gente che ha mantenuto questa serie in onda per gli ultimi venti anni è importante». Inizialmente il film era stato programmato per il 14 gennaio 2010, esattamente venti anni dopo la première di Bart, il genio. Tuttavia è stato trasmesso il 10 gennaio 2010 insieme a Once Upon a Time in Springfield, che era stato pubblicizzato come il 450º episodio della serie.

### Riprese
Lo special include interviste con fan realizzate in più di una decina di paesi. Le riprese dello special iniziarono al Comic-Con del 2009 a San Diego. Il casting dei fan si tenne il 25 luglio 2009, con la speranza di trovare «alcuni dei più incredibili super-fan che il mondo abbia mai visto». Spurlock ha realizzato interviste con un uomo che ha coltivato nella realtà il "Tomacco" - un mix di tabacco (tobacco) e di pomodoro (tomato) - ispirandosi all'episodio L'erba del vicino è sempre più verde, l'uomo con più tatuaggi dei Simpson sul proprio corpo e una coppia che ha celebrato il proprio matrimonio a tema simpsoniano.
Il 12 agosto 2009, Spurlock ha assistito ad una partita di baseball della Minor League Baseball Pacific Coast League tra gli Albuquerque Isotopes e i Tacoma Rainiers ad Albuquerque, nel Nuovo Messico. Il nome degli Isotopi è stato ispirato dall'episodio della dodicesima stagione intitolato Affamatissimo Homer, in cui Homer tenta di sventare il piano degli Isotopi di Springfield di trasferirsi ad Albuquerque. Nel sondaggio online effettuato dal quotidiano locale Albuquerque Tribune per aiutare la squadra a decidere il proprio nome, "Isotopi" ha ricevuto il 67 per cento di 120.000 voti.
Spurlock ha girato diverse scene sia a Glasgow che ad Aberdeen, in Scozia. Entrambe le città sostengono di essere il paese natale del giardiniere Willie, sulla base di vari indizi disseminati nei dialoghi della serie. Ha anche condotto interviste semiserie con l'ex sindaco di Glasgow Liz Cameron e con l'allenatore dell'Aberdeen FC Mark McGhee.

## Accoglienza
Nella sua trasmissione iniziale, The Simpsons 20th Anniversary Special - In 3-D! On Ice! ha guadagnato un 5,6 di rating nella fascia demografica 18-49 anni e ha avuto approssimativamente 13 milioni di spettatori. Il documentario si è classificato 14º nella classifica settimanale e 6º nella classifica della fascia 18-49. Lo special ha ottenuto una valutazione media di 63 su 100 da Metacritic. Robert Canning di IGN ha definito lo special «di grande effetto», affermando che «È proprio un grande fan che parla con un gruppo di altri fan (che include i creatori) riguardo ad una serie che noi tutti amiamo. E, diamine, vale la pena di guardare lo special solo per sentire come Conan O'Brien avrebbe scritto il finale della serie più longeva della storia della televisione». Todd VanDerWerff di The A.V. Club ha dato allo special una B-.